# 9915 Potanin
9915 Potanin este un asteroid din centura principală de asteroizi.

## Descriere
9915 Potanin este un asteroid din centura principală de asteroizi. A fost descoperit pe 8 septembrie 1977 la Observatorul de Astrofizică din Crimeea de Nikolai Cernîh. El prezintă o orbită caracterizată de o semiaxă mare de 2,94 ua, o excentricitate de 0,19 și o înclinație de 3,2° în raport cu ecliptica.